# Kollányi Judit
Kollányi Judit (Budapest, 1949. május 15. –) Balázs Béla-díjas (1987) vágó.

## Életpályája
1967–1995 között a Mafilm és a Movi vágóasszisztense volt. 1971–1974 között a Színház- és Filmművészeti Főiskola filmvágó szakos hallgatója volt. 1995 óta az Uránia, az Új HDF Stúdió és a Dunatáj Alapítvány munkatársa.
Több száz rövidfilmet és több mint 20 természet- és dokumentumfilmet készített.

## Családja
Szülei Kollányi Ágoston (1913–1988) filmrendező és Korányi Emma voltak. Testvérei Kollányi Ágoston (1947) rendező és Kollányi Gyula (1950) operatőr.

## Filmjei
- Az állatok válaszolnak (1979)
- Álmodik az állatkert (1985)
- Ünnep Esztergomban (1988)
- Levelek Perzsiából (1995)
- Üki (1996)
- Tükörcserepek, Magyarország 1956 (1996)
- Pista bácsi (1996)
- Credo (1996)
- Bordal (1996)
- Hogyan gondolkodnak a kutyák? (1998)
- Északföld (2001)
- Ahogy az Isten elrendeli (2001)
- Namika (2002)
- Tetemre hívás (2003)
- Biztonságos élelem (2003)
- Képíró – Aba-Novák Vilmos (2004)
- Homo Faber – Szövőmesterek (2007)
- Afrika közel van – Lilla naplójából (2008)
- A vágyakozás napjai (2008)
- Töredékek a magyar zsidóság történetéből (2011)